# Hieracium hermanii-zahnii
Hieracium hermanii-zahnii es una especie de planta con flor del género Hieracium, de la familia Asteraceae, orden Asterales.

## Distribución
Hieracium hermanii-zahnii se distribuye por Austria.

## Taxonomía
Fue descrita científicamente por Zahn.
Tratamiento taxonómico
La especie aparece registrada y publicada en Engl., Pflanzenr.